# Sandakan Division
Sandakan Division (Bahagian Sandakan) is een deelgebied van de deelstaat Sabah op Borneo in Maleisië.
Het is 28.205 km² groot.

## Bestuurlijke indeling
De Kudat Division is onderverdeeld in vier districten:
- Beluran
- Kinabatangan
- Sandakan
- Tongod

## Geografie

### Steden
Grote steden zijn: Sandakan, Kinabatangan and Beluran. Sandakan is de tweede grote haven na Kota Kinabalu.